# Kinematografia fińska

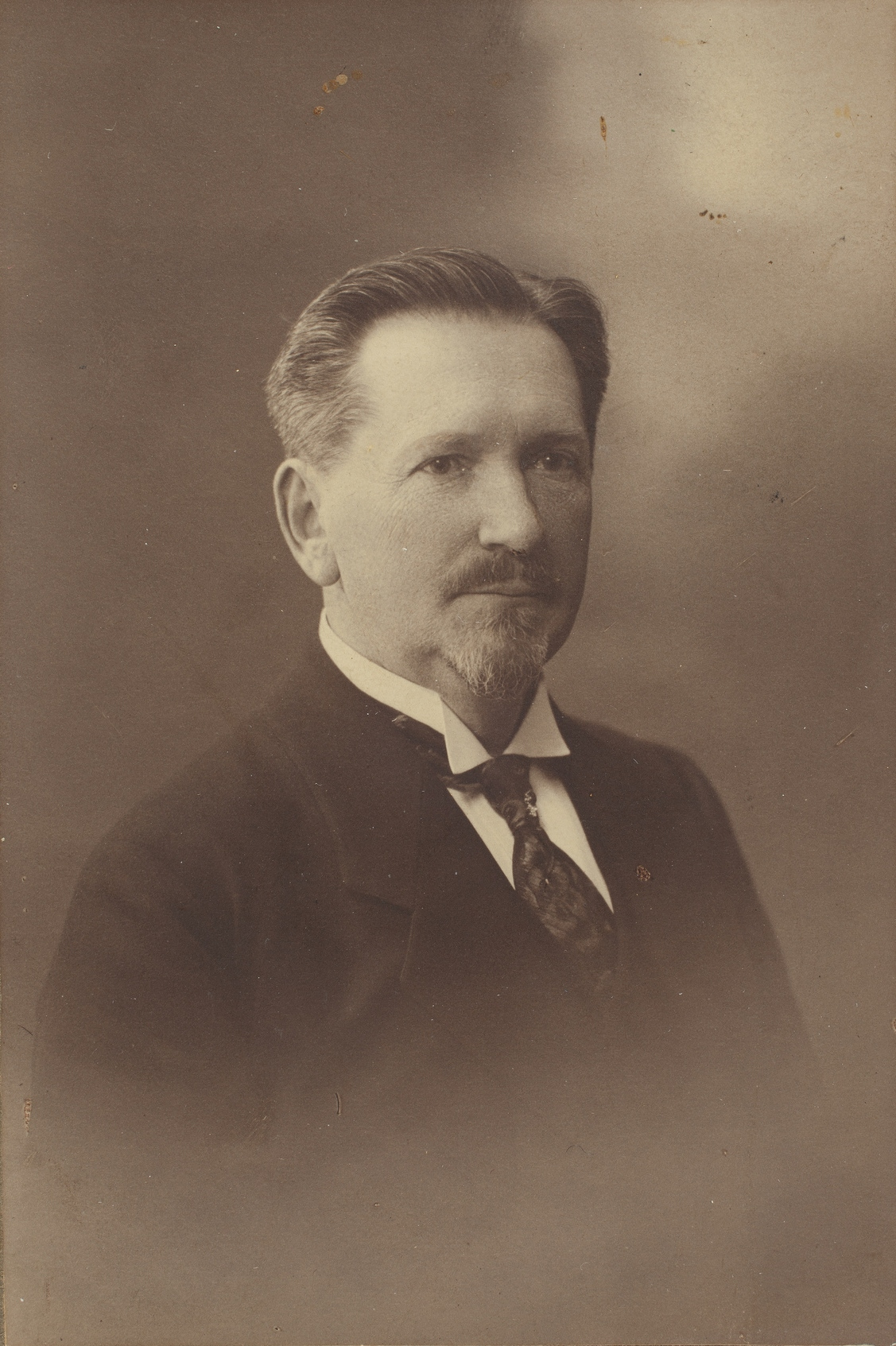
Karl Emil Stählberg

Kinematografia fińska – ogół produkcji i dystrybucji filmowej na terenie Finlandii, rozumianej tu: do 1917 – jako Wielkie Księstwo Finlandii w ramach Carstwa Rosyjskiego, natomiast po 1917 – jako niepodległe państwo.

## Wczesna kinematografia fińska (1896–1945)
Pierwsze pokazy kinematografu braci Lumière odbyły się w ratuszu helsińskim 28 czerwca 1896 roku. Pokazy filmowe w Helsinkach trwały jedynie osiem dni, ze względu na wysokie ceny biletów oraz niewielką populację miasta. W 1897 roku jednak operator Karl Emil Ståhlberg rozpoczął szeroko zakrojoną dystrybucję filmów lumierowskich. Wkrótce potem zaczął pracować dla firmy Pathé. W 1904 roku Ståhlberg założył pierwsze stałe kino w Helsinkach, a trzy lata później – własną firmę produkcyjną Apollo. W jej ramach Szwed Louis Sparre i Fin Teuvo Puro nakręcili pierwszy fiński film fabularny, obecnie zaginioną komedię Tajemnicze destylatory. Dopiero jednak po wywalczeniu niepodległości w 1917 roku możliwy był rozwój fińskiej kinematografii. W 1919 roku Erkki Karu założył firmę Suomi-Filmi Oy, a cztery lata później nakręcił adaptację Szewców z wrzosowiska na podstawie komedii Aleksisa Kivi. Karu w ten sposób zapoczątkował konwencję opowieści folklorystycznej, która stała się jednym z wyznaczników rodzimej kinematografii. W niewielkim stopniu z fińskim kinem związana była twórczość Fina Mauritza Stillera, który przeważnie pracował w Szwecji. Stiller jednak nakręcił dwie adaptacje fińskich utworów literackich: Pieśń purpurowego kwiatu (1919) według Johannesa Linnankoski oraz Johana (1921) według Johana Aho.
Pod koniec 1933 roku Erkki Karu opuścił Suomi-Filmi Oy i założył konkurencyjną spółkę Suomen Filmiteollisuus. Działalność Karu po śmierci tegoż kontynuowali producenci i reżyserzy Risto Orko i Toivo Särkkä, którzy kręcili przeważnie filmy komercyjne. Pierwszym wielkim fińskim sukcesem komercyjnym był melodramat Zarządca Siltali (1935) Orko, a w obliczu rosnącego zagrożenia politycznego ze strony ZSRR na znaczeniu zyskały filmy o wymowie patriotycznej, takie jak Narzeczona piechura (1938) i Aktywiści (1939) Orko oraz Lutowy manifest (1939) Särkkä. Zwłaszcza ten ostatni film odtwarzał okoliczności wielkiej demonstracji niepodległościowej z 1899 roku, która została brutalnie stłumiona przez wojska carskie. Od bieżącej polityki dystansowali się Teuvo Tulio (autor między innymi filmu Zasnęła za młodu z 1937 o upadku rodu chłopskiego) oraz Valentin Vaala. Za najwybitniejszego reżysera epoki międzywojennego kina dźwiękowego uchodził Nyrka Tapiovaara, wprawiony realizator kina gatunkowego (Johan, 1937; Skradziona śmierć, 1938).
Wojna zimowa z 1940 roku, którą Finlandia przegrała z ZSRR, a także późniejsze zaangażowanie po stronie III Rzeszy, negatywnie wpłynęły na morale Finów. Kryzys ten udzielił się też kinematografii fińskiej; pomimo że kilka tamtejszych filmów z okresu wojny odniosło sukces komercyjny (Walc włóczęgów, 1941, autorstwa Toivo Särkkä), zniszczenie atelier Suomi-Filmi spowodowało załamanie produkcji fińskich filmów fabularnych. 

## Po II wojnie światowej (1945–1980)

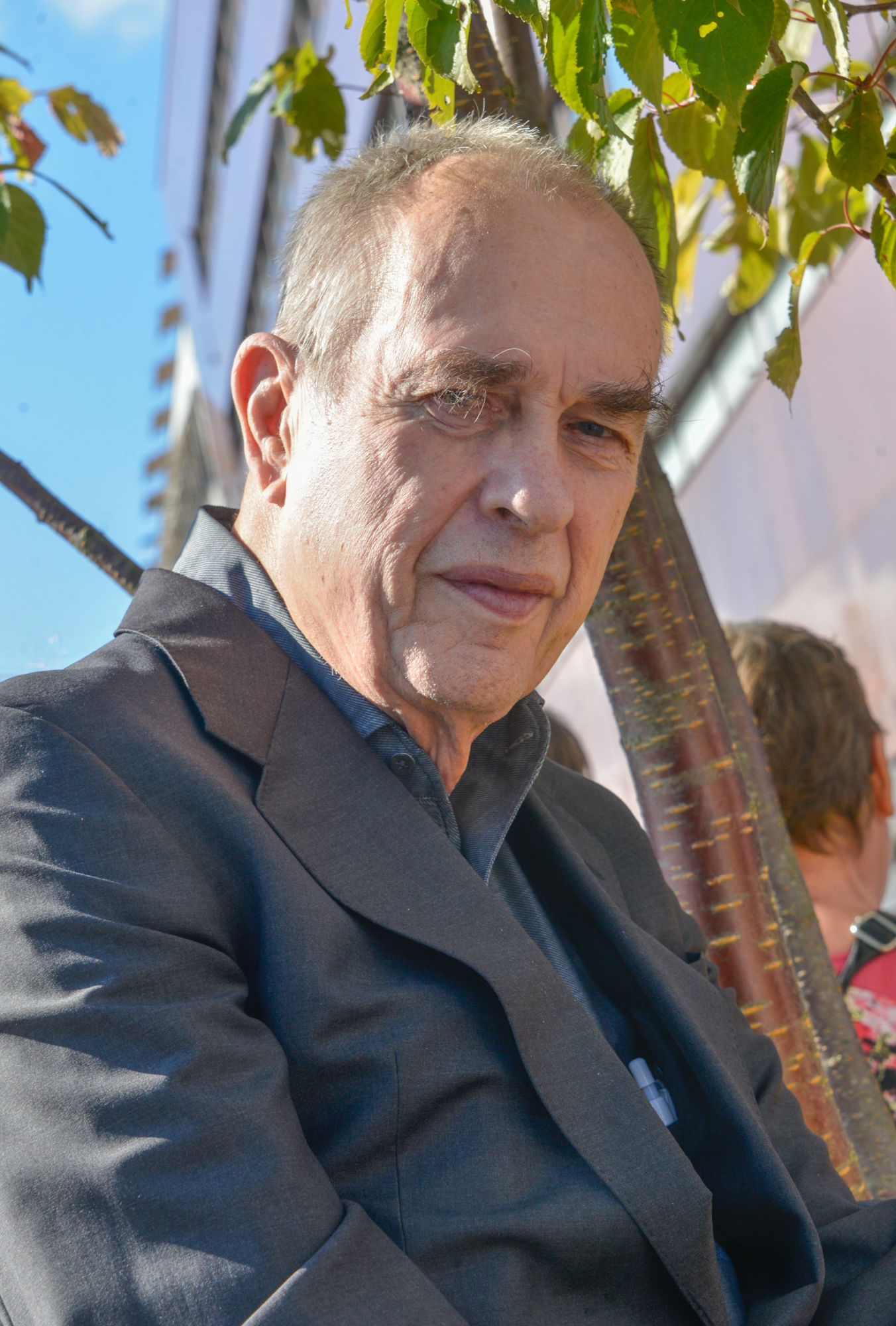
Jörn Donner

Traumatyczne doświadczenia Finów z okresu II wojny światowej wpłynęły na kształt powojennej rodzimej kinematografii. W latach 50. XX wieku niebywałą popularnością (około miliona widzów) cieszył się Nieznany żołnierz (1955) Edvina Lainego, melancholijna opowieść o przetrwaniu mimo przegranej. Sukces artystyczny w owym czasie odniósł również film wojenny Uchodźcy (1956) Ville Salminena o przymusowej emigracji Karelów podczas wojny zimowej z ZSRR, a także egzystencjalna opowieść Miesiąc żniw (1956) Matti Kassili o nieudaczniku sfrustrowanym życiem. Próbę podniesienia Finów na duchu eskapistyczną rozrywką były liryczne filmy Maaret (1947) Vaali oraz Biały ren (1952) Erika Blomberga. 
W obliczu rozwoju telewizji kinematografia fińska chyliła się jednak ku upadkowi. Wpływowy fiński krytyk Jörn Donner ogłosił w 1959 roku niezwykle krytyczny artykuł Kino fińskie w stanie zerowym, wieszczący rychły upadek rodzimej sztuki filmowej. Wraz z postępem nowego środka przekazu potentaci fińscy zamykali kina i sprzedawali produkcję telewizji, w wyniku czego w latach 1963–1965 pozbawieni honorariów aktorzy filmowi strajkowali aż do upadku największej wytwórni fińskiej, Suomen Filmiteollisuus. Ostatecznie w 1970 roku utworzono Fińską Fundację Filmową, która miała dofinansowywać produkcje o walorach komercyjnych.
Owym przemianom rodzimej kinematografii towarzyszyło zjawisko Nowej Fali, którą reprezentowali Maunu Kurkvaara, Jörn Donner, Risto Jarva oraz Mikko Niskanen. Donner zasłynął prowokacyjnymi filmami psychologicznymi, takimi jak komentarz do zjawiska konsumpcjonizmu Czarno na białym (1968) oraz feministyczny w wymowie Mężczyzn nie można zgwałcić (1978) o kobiecie biorącej odwet na swym gwałcicielu. Kurkvaara zdobył uznanie trylogią stołeczną, poświęconą helsińskiej klasie średniej: Ukochaną (1961), Terenem prywatnym (1962) i Świętem nad morzem (1963). Zasługą Jarwy było stworzenie Dziennika młodego małżeństwa (1967), inspirowanego kinem Alaina Resnais’go. Z kolei Niskanen w filmach Chłopcy (1962), Partyzanci (1963) i Srebro na granicy (1963) opowiadał o traumie wojennej Finów. Najgłośniejszym dziełem Niskanena okazało się jednak Osiem śmiertelnych strzałów (1972) o zbrodni dokonanej przez drobnego farmera na czterech policjantach. Do pokolenia Nowej Fali zalicza się też debiut Rauni Mollberga Ziemia jest grzeszną pieśnią (1973) na podstawie powieści Timo K. Mukki.

## Fińskie kino przełomu wieków (1980–2020)

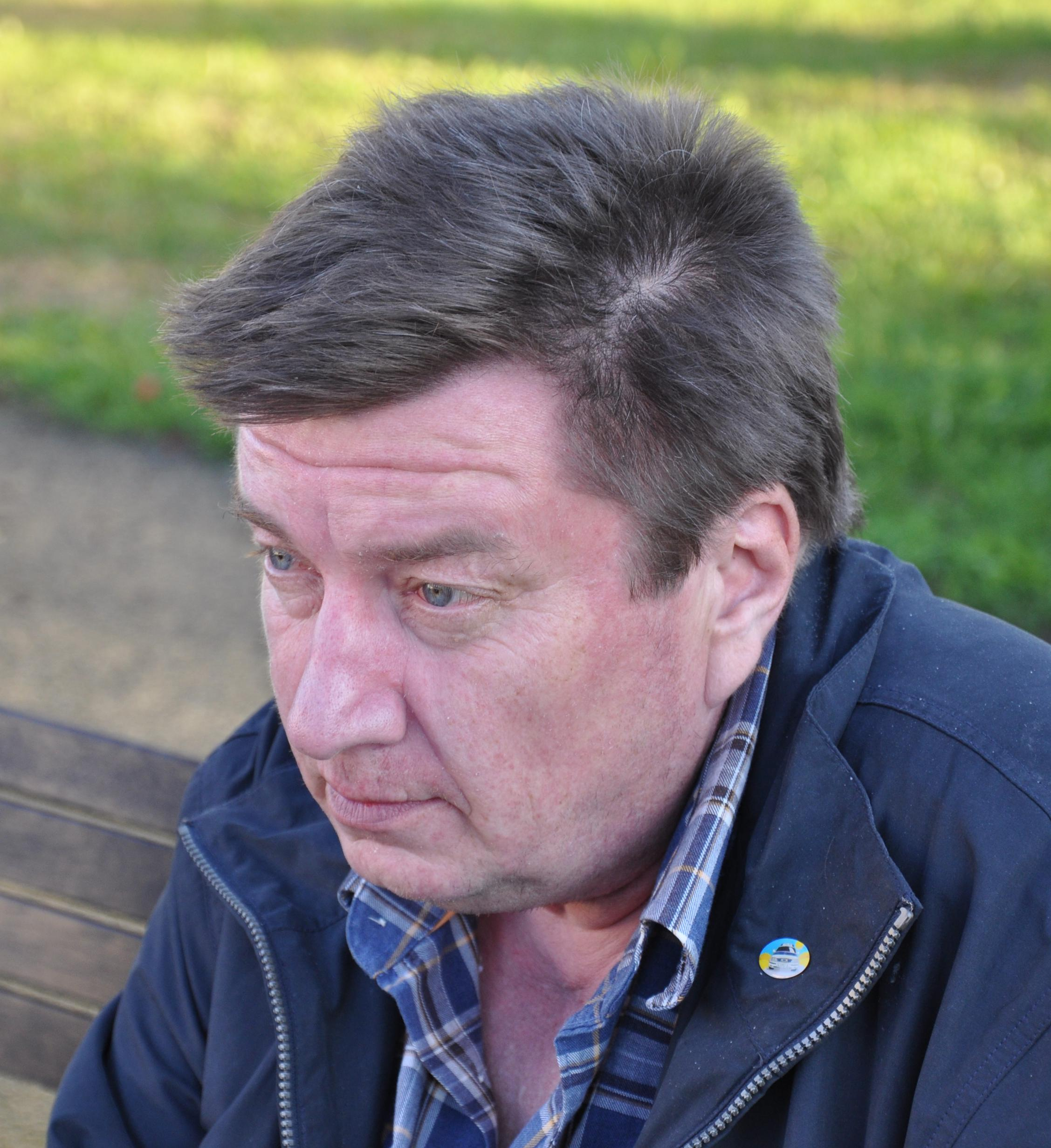
Aki Kaurismäki

Zjawisko Nowej Fali nie miało okazji się rozwinąć ze względu na politykę Fińskiej Fundacji Filmowej, która dofinansowywała jedynie produkcje nastawione na gusta przeciętnego odbiorcy. W efekcie, wraz z rozwojem rynku wideo, kino fińskie przeżywało pogłębiony kryzys. W kinach dominowały filmy amerykańskie, z którymi rywalizowała prymitywna farsa wojenna Uuno idzie do wojska (1984). W obliczu owego kryzysu Fińska Fundacja Filmowa zaczęła częściej przyznawać dotacje filmom autorskim. Przejawem stopniowych zmian w fińskiej kinematografii były monumentalne dzieła Nieznany żołnierz (1985) Rauniego Mollberga i Wojna zimowa (1989) Pekki Parikki. Odbudowę międzynarodowej pozycji fińskiego kina przyniosły jednak produkcje dwojga braci: Miki i Aki Kaurismäkich. 
Aki Kaurismäki, z zamiłowania kinofil, zdobył sławę brawurowymi interpretacjami klasyki literackiej (Zbrodnia i kara, 1983; Hamlet robi interesy, 1987), ale też filmami proletariackimi o robotnikach żyjących na skraju nędzy (Cienie w raju, 1986; Ariel, 1988; Dziewczyna z fabryki zapałek, 1990). Filmy Akiego Kaurismäkiego, mimo pozornego dystansu, cechuje empatia wobec losu jego bohaterów. Reżyser zabierał także głos w sprawie kryzysu migracyjnego, ze współczuciem portretując losy uciekinierów z krajów Bliskiego Wschodu (Człowiek z Hawru, 2011; Po tamtej stronie, 2017). Za jego największy sukces uważa się Człowieka bez przeszłości (2002), którego nagrodzono Grand Prix na 55. MFF w Cannes. Film ten jako jedyny w historii fińskiego kina otrzymał także nominację do Oscara dla najlepszego filmu obcojęzycznego.
Mika Kaurismäki na tle swego brata był uznawany za rzemieślnika specjalizującego się w kinie gatunkowym, hołdującemu zapomnianym klasykom kina, takim jak Samuel Fuller (Helsinki-Neapol, 1987). Często pracował również za granicą (Los Angeles bez mapy, 1998; Brasileirinho. Muzyka słońca, 2005).
W kinie fińskim XXI w. objawiły się nowe talenty i indywidualności twórcze, jak m.in. Petri Kotwica (Czarny lód, 2007), Antti Jokinen (Oczyszczenie, 2012) czy Juho Kuosmanen (Olli Mäki. Najszczęśliwszy dzień jego życia, 2016). Ten ostatni tytuł zdobył nagrodę główną w sekcji "Un Certain Regard" na 69. MFF w Cannes oraz Europejską Nagrodę Filmową dla odkrycia roku. W filmie dokumentalnym uznanie zdobyła zasłużona reżyserka Pirjo Honkasalo (Trzy pokoje melancholii, 2004).